# 백조자리 X-1
백조자리 X-1(Cygnus X-1, 약칭 Cyg X-1)은 백조자리에 있는 대표적인 X선 천체이다. 백조자리 X-1은 1964년에 발견되었다. 그럴 수 있었던 것은 백조자리 X-1이 지구에서 관측 가능한 가장 강력한 X선 천체 중 하나이기 때문이었다. 백조자리 X-1은 블랙홀로 추정되는 최초의 X선 천체이다. 현재까지 밝혀진 관측 결과에 따르면, 백조자리 X-1의 질량은 대략 8.7 태양 질량인데, 이는 지금껏 관측된 어떤 천체보다도 밀도가 높은 것이다. 따라서 만약 백조자리 X-1이 블랙홀이라면 사건 지평선의 반지름은 대략 26 km 정도밖에 되지 않을 것이라고 한다.
백조자리 X-1은 태양에서 대략 6,500광년 떨어져 있는 고질량 엑스선 쌍성에 속해 있다. 백조자리 X-1의 쌍성은 HDE 226868이라는 청색 초거대 변광성이고, 백조자리 X-1과의 거리는 대략 0.2AU 정도이다. 백조자리 X-1의 강착 원반은 HDE 226868의 항성풍으로부터 만들어진다. 내부 원반의 물질들은 수백만 K로 가열되어 있어, X선을 내뿜는다.
이 쌍성계는 시그너스 OB3이라는 이름의 성협으로도 취급되는데, 백조자리 X-1의 나이가 약 5백만 년 정도이고 그 HDE 226868의 질량은 약 30 태양 질량 정도이기 때문에 OB형 성협으로 불린다. HDE 226868의 질량은 대부분이 항성풍 등과 같은 이유로 숨겨져 있었다. 백조자리 X-1이 초신성 폭발을 겪은 적이 있었다면, 폭발력의 대부분은 쌍성계를 탈출했을 것이고, 대신 백조자리 X-1은 곧바로 블랙홀로 붕괴했을 것이다.
백조자리 X-1은 1974년 스티븐 호킹과 킵 손 사이에 벌어졌던 내기의 대상이었다. 스티븐 호킹 교수는 백조자리 X-1이 블랙홀이 아니라는 데에 걸었고 킵 손은 그 반대에 걸었다. 관측한 자료가 특이점의 존재를 입증하자 1990년 호킹은 내기에 졌음을 인정했다.

## 발견과 관찰
X선 발산의 관찰은, 수백만 K의 온도를 수반하는 천문 현상을 연구하는 천문학자들에 의해 이루어졌다. 아무튼, X선 발산의 관찰은 X선이 지구의 대기에 의해 가로막혀 있기 때문에 거의 불가능했다. X선 발산을 관찰하는 것은, 오로지 관측 기구들을 X선이 지구의 대기를 충분히 뚫고 들어올 수 있는 고도로 가져가는 수밖에 없었다. 백조자리 X-1은, 고층 기상 탐측 로켓(WSMR에서 발사됨)에 실려 있던 X선 관측 기구들에 의해 발견되었다. (X선 천체의 위치를 규명하려는 노력의 일환으로,) 그 발견은 1964년에 두 대의 Aerobee 준궤도 로켓에 의해 수행되었다. 로켓들은 X선 발산의 세기를 측정하기 위해 가이거 계수기를 싣고 있었다.
관찰의 결과로, 8개의 새로운 X선 천체가 발견되었다. 그 중에는 백조자리 XR-1(후에 백조자리 X-1)도 포함되어 있었고, 그것의 천구좌표는 적경 19도 58분, 적위 35도 12분으로 확인되었다.
연구를 지속할 필요를 찾기 위해, 1963년에 리카르도 기아초니(Riccardo Giacconi)와 허브 거스키(Herb Gursky)는 X선 천체 연구를 위한 위성을 발사할 것을 제의하였다. 그리하여 NASA는 1970년에, 300개의 새로운 X선 천체를 찾을 우후루 위성을 발사했다. 백조자리 X-1에 대한 우후루 위성의 몇몇 연구는 X선의 세기가 몇 초 간격으로 변동함을 보여 주었다. 이러한 빠른 변동은
에너지의 생성이 105 km 이하의 좁은 공간에서 일어나야만 한다는 것을 뜻했다. 더 넓은 영역의 경우 광속 때문에 전달이 제한받기 때문이었다. 비교를 위해 말하면, 태양의 지름은 약 1.4×106 km이다.

## 항성계
백조자리 X-1은 밀집성과 청색 초거성으로 이루어진 쌍성계로, 구성원 둘은 서로의 질량 중심을 5.599829 ± 0.000016일에 한 바퀴 돈다. 지구에서 바라볼 때 밀집천체는 초거성 뒤편으로 사라지는 일이 없다. 이는 두 천체는 식현상을 일으키지 않는다는 의미이다. 그러나 가시선 방향에 대하여 백조자리 X-1 의 궤도경사각이 어느 정도인지는 확실하지 않다. 예상값은 27 ~ 65도 사이이다. 2007년 연구에서 나온 궤도경사각은 48.0 ± 6.8도로, 이 값에 의하면 두 천체 사이 긴반지름은 약 0.2 AU(지구-태양 거리의 20퍼센트)이다. 공전궤도 이심률은 0.06 ± 0.01에 불과하며 거의 원에 가깝다. 지구로부터의 거리는 히파르코스 위성의 시차 자료에 의하면 약 6,000광년(약 2,000파섹)이나 이 값은 상대적으로 불확실성이 높다.

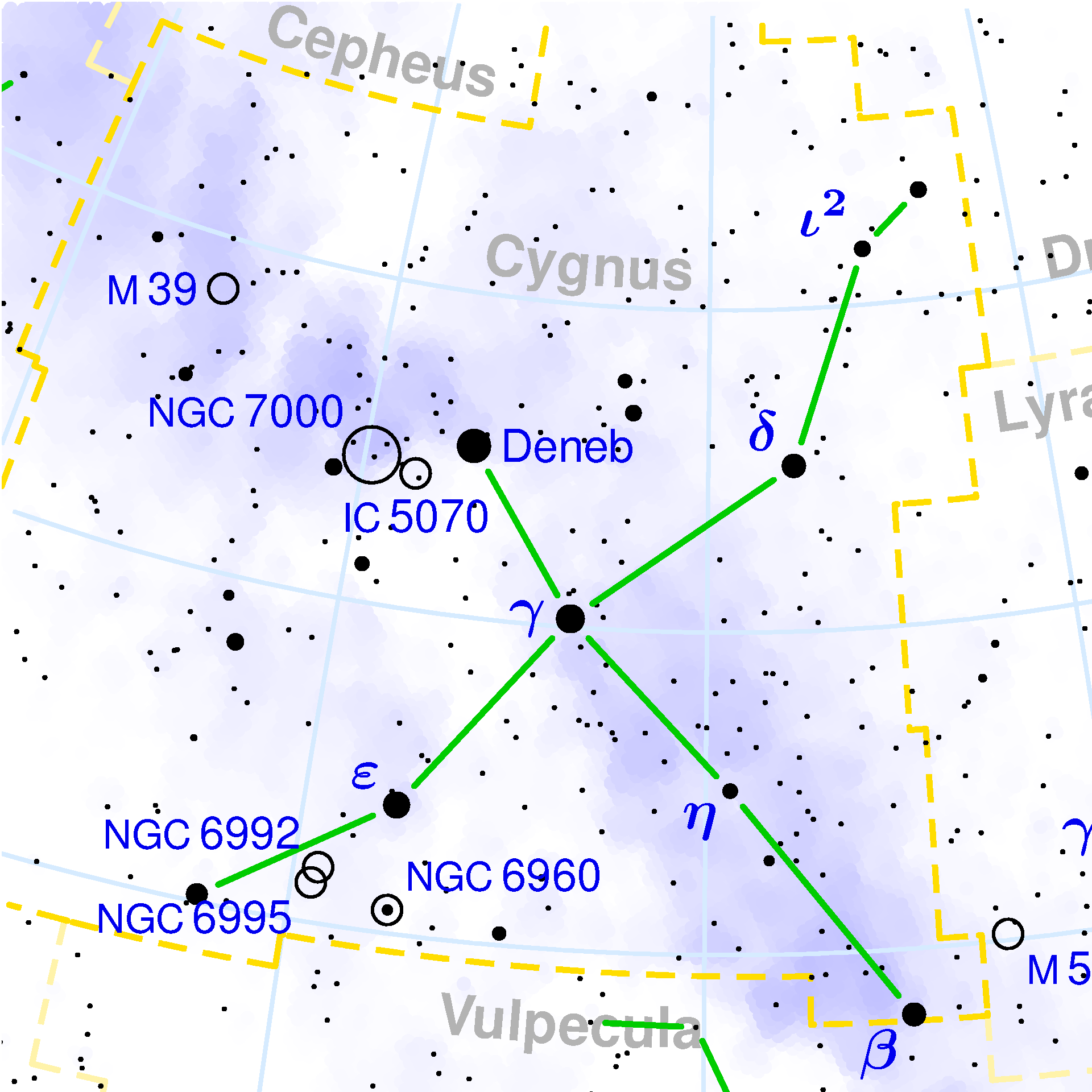
HDE 226868은 백조자리 에타(η) 옆쪽에 위치한다.

HDE 226868/백조자리 X-1 항성계는 무거운 별들로 구성된 백조자리 OB3 성협(역시 지구에서 약 6,000광년 떨어져 있다)과 고유 운동을 공유한다. 이는 HDE 226868, 백조자리 X-1, 백조자리 OB3 성협 구성원들이 같은 곳에서 동시에 태어났음을 의미한다. 만약 이 가정이 사실이라면 백조자리 X-1 항성계의 나이는 약 350만 ~ 650만 년 정도가 된다. 백조자리 OB3에 대한 HDE 226868의 고유 운동량은 9 ± 3 km/s로 전형적인 성협 내 마구잡이 운동의 모습을 보여준다. HDE 226868은 성협 중심부에서 약 196광년 떨어진 곳에 있으며, 약 500 ~ 900만년 전 성협 내 다른 별들과 헤어진 것으로 보인다. 이는 성협의 예상 나이와 대충 맞아떨어진다.
위치는 은위(銀緯) 3도, 은경(銀經) 71도로 오리온 팔 안쪽이며(태양계도 오리온 팔에 있다) 오리온 팔과 궁수자리-용골자리 팔이 합쳐지는 곳 근처에 자리 잡고 있다. 백조자리 X-1은 우리 은하의 구조가 확실하게 파악되지 않았음에도 궁수자리-용골자리 팔에 속하는 것으로 기술되어 왔다.

## 스티븐 호킹과 킵 손
스티븐 호킹과 킵 손은 백조자리 X-1에 블랙홀이 존재하는지 여부를 두고 내기를 하였다. 평생 블랙홀을 연구했던 호킹은 일종의 ‘보험’으로 블랙홀이 없다는 데에 걸었다. 그의 저서인 《시간의 역사》에서 호킹은 다음과 같이 말했다.
이것은 나에게 일종의 보험정책과 같은 것 이었다. 나는 블랙홀에 대해서 많이 연구했으며, 설마 이것이 없다고 밝혀진다면 나의 시간은 낭비된 것이다. 하지만 만약 그렇다면 나는 내기에서 이기는 것이며, 이는 내가 4년 동안 잡지 분노의 총성(영국의 풍자지)를 타는 것이나 마찬가지이다. 만약 블랙홀이 있다고 하면 킵은 펜트하우스를 1년 동안 무료로 구독하는 셈이 된다. 우리가 1975년에 내기를 했을때는 우리모두 백조자리에 블랙홀이 있었다고 80% 확신하고 있었다. 지금은 95% 확신되지만, 아직까지 내기는 끝난것이 아니다.

블랙홀의 존재를 확인해주는 관측결과가 나오자, 호킹은 《시간의 역사》의 10년 기념판에서 내기에서 진 것을 인정했으며, 이를 "킵의 아내의 분노"라고 표현하였다. 킵 손은 자신의 저서인 《블랙홀과 시간왜곡》에서 그가 러시아에서 있는 도중 호킹이 들어와 내기에 졌음을 서명했다고 했다.

## 같이 보기
- 제임스 웨브 우주망원경
- 안드로메다 은하(M31)